# Saint-Aubin-des-Bois (Eure y Loir)
 Saint-Aubin-des-Bois  es una población y comuna francesa, en la región de  Centro, departamento de Eure y Loir, en el distrito de Chartres y cantón de Mainvilliers.

## Demografía
| 316 | 313 | 424 | 614 | 868 | 987 |
| Para los censos de 1962 a 1999 la población legal corresponde a la población sin duplicidades (Fuente: INSEE [Consultar]) |     |     |     |     |     |